# SN 2006gb
SN 2006gb – supernowa typu Ia odkryta 15 września 2006 roku w galaktyce A235916-0115. W momencie odkrycia miała maksymalną jasność 21,50m.